# Christopher Greenwood

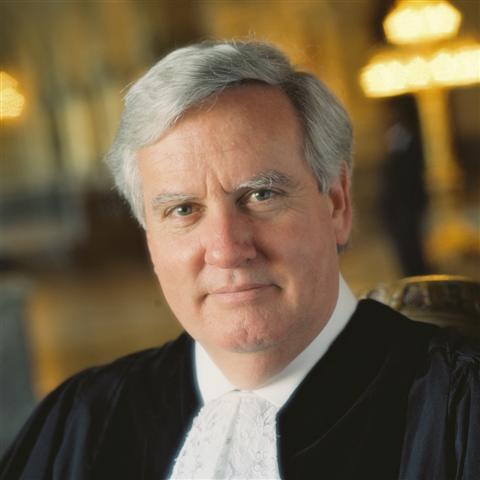
Christopher Greenwood, 2009

Sir Christopher John Greenwood, GBE CMG QC (* 12. Mai 1955 in Wellingborough) ist ein britischer Jurist, Professor für Völkerrecht an der London School of Economics and Political Science und ehemaliger Richter am Internationalen Gerichtshof.

## Leben
Greenwood besuchte die Wellingborough School in Wellingborough und studierte anschließend Rechtswissenschaften am Magdalene College der University of Cambridge, wo er 1976 seinen Bachelor absolvierte, 1977 einen Bachelor of Laws im Völkerrecht und 1980 einen Mastertitel erwarb.
Von 1981 bis 1996 war er als Dozent an der University of Cambridge tätig und wurde anschließend zum Professor für Völkerrecht an der London School of Economics and Political Science ernannt.
Seit 1985 ist er als Barrister tätig. 1999 wurde er zum Kronanwalt ernannt und im Juni 2002 in den Order of St. Michael and St. George aufgenommen. Er verfasste 2002 ein umstrittenes Gutachten für Attorney General Goldsmith und die britische Regierung, welches die Irakinvasion rechtfertigte.
Greenwood ist zudem Mitherausgeber des British Year Book of International Law, des Year Book of International Humanitarian Law und des Journal of Conflict and Security Law. Er ist Mitglied des British Institute of International and Comparative Law, des Internationalen Instituts für humanitäres Recht und seit 1979 der Amerikanischen Gesellschaft für internationales Recht.
Er vertrat die britische Regierung in zahlreichen Fällen vor internationalen und nationalen Gerichten.
Am 6. November 2008 wurde Greenwood als Nachfolger für Rosalyn Higgins an den Internationalen Gerichtshof berufen. Seine Kandidatur für eine weitere Amtszeit als IGH Richter wurde 2017 nach erfolglosen Wahlrunden in der UN-Generalversammlung zugunsten des indischen Juristen Dalveer Bhandari zurückgezogen.

## Werk (Auswahl)
- State responsibility for the decisions of national courts. In: Malgosia Fitzmaurice (Hrsg.): Issues of state responsibility before international judicial institutions, Hart, Oxford 2004, ISBN 1-84113-389-2, S. 55–73
- Command responsibility and the Hadzihasanović decision. In: Journal of international criminal justice, Bd. 2, 2004, ISSN 1478-1387, S. 598–605
- The legality of the use of force: Iraq in 2003. In: Michael Bothe (Hrsg.): Redefining sovereignty: the use of force after the cold war, Transnational Publ., Ardsley 2005, ISBN 1-57105-324-7, S. 387–415
- Essays on war in international law. Cameron May, London 2006, ISBN 978-1-905017-32-4